# Trojan Records
Trojan Records je britanska diskografska kuća. Utemeljio ju je Lee Gopthal 1968. Specijalizirala se za glazbene pravce ska, rocksteady, reggae i dub, a izdaje i dancehall i soul glazbu. Etiketa trenutno radi kao dio grupacije Sanctuary Records. 
Ime Trojan dolazi od kamiona Trojan kojeg je gradio Croydon, a kojeg je rabio Duke Reidov sound system na Jamajci. Kamion je imao bočne napise Duke Reid - The Trojan King of Sounds, pa je glazba koju je svirao Reid postala poznata kao Trojan Sound.

## Podetikete
- Amalgamated
- Attack
- Big
- Big Shot
- Blue Cat
- Bread
- Clandisc
- Down Town
- Duke
- Dynamic
- Explosion
- Gayfeet
- GG
- Green Door
- Harry J
- High Note
- Horse
- Hot Rod
- Jackpot
- Joe
- Moodisc
- Pressure Beat
- Randy's
- Smash
- Song Bird
- Summit
- Techniques
- Treasure Isle
- Upsetter

## Vanjske poveznice
- Trojan Records